# Lispe rufitibialis
Lispe rufitibialis är en tvåvingeart som beskrevs av Macquart 1843. Lispe rufitibialis ingår i släktet Lispe och familjen husflugor. Inga underarter finns listade i Catalogue of Life.